# Statistisk mekanik
Statistisk mekanik, eller statistisk termodynamik, är den del av termodynamiken som beskriver fenomen som exempelvis temperatur och tryck, utifrån en statistisk förklaringsmodell. Den följer ett antagande om att för stora mängder partiklar har partiklar olika energier enligt en viss sannolikhetsfördelning . Under 1800-talet ledde flera upptäckter till formuleringen av Maxwell–Boltzmannfördelning:
{\displaystyle f(E)=e^{-{\frac {E}{kT}}}}
Den fungerar bra som beskrivning av de flesta termodynamiska fenomen under normala förhållanden med höga temperaturer och mycket tillgänglig energi. Däremot bryter teorin samman vid mycket låga temperaturer och låga energier, något som ställde till stora problem för dåtidens fysiker.
Det visar sig att vid mycket låga temperaturer och låga energier följer energifördelningen antingen Bose-Einstein-fördelningen för bosoner, eller Fermi-Dirac-fördelningen för fermioner .